# Lype phaeopa
Lype phaeopa – gatunek chruścika z rodziny Psychomyiidae.
Larwy budują norki z nici jedwabnych i fragmentów części organicznych i mineralnych. Postacie doskonałe (imago) spotykane są w pobliżu jezior, aktywne wieczorem i w nocy, przylatują do światła.
Gatunek pospolity w Polsce, występuje w całej Europie. Gatunek eurytopowy zasiedlający wody płynące, spotykany w jeziorach eutroficznych i oligotroficznych w strefie oczeretów, limnefil.
Imagines łowiono nad Kanałem Mioduńskim, nad jez. Kajkowo, Kośno (Poj. Mazurskie), także nad jez. Cechyńskie Małe, Łąkie (Poj. Pomorskie), licznie nad jez. Śniardwy.
W Finlandii bardzo licznie występuje w jeziorach, stawach i zalewach, rzeczkach i potokach. W Estonii rzadko imagines spotykane nad jeziorami, częściej nad ciekami. W jeziorach Łotwy stosunkowo pospolity, bardzo często spotykany nad mezotroficznymi i słaboeutroficznymi, stosunkowo często nad oligodystroficznymi, rzadko nad eutroficznymi i eutroficzno-dystroficznymi. Imagines spotykane nad jeziorami na Litwie, w Niemczech, Danii, na Węgrzech, larwy na dnie kamienistym lub w najpłytszym litoralu, sporadycznie w osoce, czasami w jeziorach przepływowych.